# 론 놀
론 놀(크메르어: លន់ នល់, 1913년 11월 13일 캄보디아 프레이벵 주 ~ 1985년 11월 17일 미국 캘리포니아주 풀러턴)은 캄보디아 크메르 공화국의 정치인이자 군인이다. 미국의 지원을 받은 쿠데타로 집권하여 미국 하와이주로 망명하기 전까지 크메르 공화국의 2대 대통령을 역임하였다.

## 생애
론 놀은 프레이벵 주에서 중국계 크메르인과 크메르인의 사이에서 태어났다. 프랑스 식의 교육을 받아 공무원이 되었고, 1946년에 주지사가 되어, 캄보디아 경찰의 초대 장관으로 취임한다. 그 다음은 그는 군의 직무에 올라, 1960년에 국방장관으로 취임하였고, 1966년부터 1년간 수상으로 취임하여 1969년에 재임된다.
초기 프랑스령 인도차이나 총독이 되어 여러 공산당 게릴라 제압에 성공하여 1961년에 중장으로 진급했다. 캄보디아 왕국의 시아누크 왕 밑에 있으면서 여러 고위관직과 1966년~1967년에 총리를 지냈다.

### 친미 쿠데타
1970년에 시아누크가 의회에 의해 축출된 뒤 총리직이 유임되어 1970년 3월에 군부와 미국의 친미 쿠데타를 일으켜 1973년 3월 13일 크메르 공화국을 선포하고 초대 대통령으로 취임해 크메르 루주와 캄보디아 내전을 벌였다.
그의 쿠데타 자체가 미국과 전쟁을 벌이고 있는 북 베트남 지원을 방지하는 차원에서 이루어진 것이었으므로, 정권 탈취 후는 격렬한 반베트남 캠페인을 실시해, 캄보디아의 베트남계 주민을 박해했다. 플라스틱 소토, 네아크루, 타케오 등에서는 수용소에 격리당한 베트남계 주민의 집단학살이 일어났다. 이 때문에 캄보디아의 베트남계 주민 50만 명 가운데, 1970년부터 불과 한 해 동안, 20만 명이 베트남에 대량으로 귀환하였다.
이때 시아누크는 망명의 길에 올랐고, 미군과 남베트남군은 공산세력을 몰아내고 자유와 민주의 캄보디아를 위해 수많은 희생을 감수해야 했다. 1968년부터 계속된 미군의 민주 캄보디아 건설을 위한 노력에도 불구하고 론 놀의 집권내내 수십만 명의 농민이 크메르루주 게릴라에 의해 공산주의 사상에 희생이 되었다.
100만 명 이상의 많은 난민이 도시에 유입되었고, 캄보디아는 식량 수출국에서 식량 수입국으로 전락했다. 이러한 상황으로 인해 반정부 세력인 크메르 루주의 세력은 빠르게 성장하였고, 정부군과의 사이에 캄보디아 내전은 격화되었다. 론 놀은 미국에 지원을 요구하지 않을 수 없었다. 1970년 11월 18일에 닉슨 대통령은 캄보디아 정부에의 원조금 1억 5,500만 달러(8,500만 달러는 군사 원조)를 연방의회에 요구했다. 베트남 전쟁에서 시하누크가 중립정책을 펼쳤던 반면 론 놀 정권은 베트콩 추방의 명목으로 닉슨 정권에 의지해 돈과 CIA의 지원을 받았지만, 크메르 루즈의 공세를 멈출 수는 없었다.

## 최후
그러나 캄보디아 내전에서 크메르 루주에게 패배해 1975년 4월 1일에 수도 프놈펜으로 크메르 루주가 진격하자 론 놀은 인도네시아를 경유하여 미국의 하와이로 망명해 도망쳤고, 1979년에 캘리포니아주 오렌지군의 풀러톤으로 옮겨와 살다가 1985년에 죽었다.

## 같이 보기
- 크메르 루주